# Humkessoep
Humkessoep (Nederlands: snijbonensoep) is een lichtgebonden maaltijdsoep met aardappelen, prei, sperzieboon, snijbonen, witte bonen, knolselderij, verse worst en spek. 

## Achtergrond
De soep is een traditioneel Achterhoeks/Twents gerecht. In dialect betekent humke een klein stukje. Afhankelijk van de streek kent de soep verschillende namen als: Sniebonensoep, Slevensoep of brokkebonensoep. De soep wordt vooral in de herfst als maaltijdsoep gegeten en heeft als hoofdbestandsdeel witte bonen, snijbonen en sperziebonen. 